# Кармысов, Камал Кармысович
Камал Кармысович Кармысов (24 апреля 1912, а. Бериктас, ныне Жамбылского района Алматинской области — 21 мая 1991, Алма-Ата) — советский казахский актёр, Народный артист Казахской ССР (1957).

## Биография
Воспитывался в интернате города Алма-Ата. Учился на экономическом факультете Средне-Азиатского университета в Ташкенте. Активно участвовал в драмкружке. В 1930 году был направлен в Риддер для организации театра рабочей молодёжи. В 1931 году был принят в труппу Казахского театра драмы (ныне Казахский государственный академический театр драмы имени М. О. Ауэзова). В 1936 и 1958 годах принимал участие в Декаде казахского искусства и литературы в Москве.
Исполнил роль вора в спектакле Т.Жарокова «Кровавая палка». Кармысов — мастер острохарактерных и сатирических ролей. По утверждению Театральной энциклопедии, «игра Кармысова отличается точной и детальной разработкой внешнего рисунка роли». Основные сыгранные им роли: Керим («Абай» М. Ауэзова и Л. Соболева), Нуркан («Ночные раскаты» М. Ауэзова), Козы («Козы Koрпеш — Баян сулу» Г. Мусрепова), Сердалы («Ахан-серэ и Актокты» Г. Мусрепова), Толеген Токтаров («Гвардия чести» М. Ауэзова и А. Абишева), Келиман («Зависть» А. Абишева), Швандя («Любовь Яровая» К. Тренёва), Гасфорт («Шокан Уалиханов» С. Муканова), Каражан («Жеребёнок мой» О. Бокеева), Уали Хасан («На чужбине» К. Мухамеджанова), Бопиш («Сильнее смерти» С. Жунусова), Дурбыт («Майра» А. Тажибаева), Жарас («Айман и Шолпан» А. Ауэзова), Сирдак («Сауле» Т. Ахтанова), Барон («На дне» М. Горького), Хлестаков («Ревизор» Н. Гоголя), Транио («Укрощение строптивой» У. Шекспира) и другие. Вершиной творчества Кармысова явились роли Гарпагона («Скупой» Ж.-Б. Мольера) и Яго («Отелло» У. Шекспира). С 1945 года снимался в кино: Оспан («Песни Абая», 1945), Жантык («Поэма о любви», 1954), Алимхан («Дочь степей», 1954) и других.
Лауреат Государственной премии Казахской ССР (1980). Награждён двумя орденами Трудового Красного Знамени (в т.ч. 03.01.1959), орденами «Дружбы народов», «Знак Почёта» (25.03.1946) и медалями.

## Семья
- Жена — Ханша Кармысова (1915—1995), домохозяйка. У них было три дочери и два сына[6]:
  - Венера Камаловна (1936—2019) — певица, заслуженная артистка КазССР[6], жена государственного деятеля Гибадуллы Мырзыгалиева (1934—2000).
  - Мари Камаловна (1939-2021) — профессор французского языка в КазГУМЯ[6].
  - Арман Камалович (1941—2009) — футболист[6].
  - Арстан Камалович (р. 1948) — музыкант, Заслуженный деятель культуры[6].
  - Акбопе Камаловна (р. 1952) — профессор Национальной консерватории им. Курмангазы, Заслуженный деятель РК[6].

## Память
В 1995 году в память о Камале Кармысове была названа улица длиной 1070 м в Медеуском районе Алма-Аты (ранее Речная). На стене дома 62 по улице Карасай батыра, где жил актёр, установлена мемориальная доска.
По случаю 100-летия со дня рождения Камала Кармысова в Национальной библиотеке Республики Казахстан прошёл вечер памяти.